# Štěpán II. Uherský
Štěpán II. Uherský (maďarsky II. István, chorvatsky Stjepan II., 1101 – 1. března 1131) byl uherský, chorvatský a dalmatský král. Během své vlády byl nucen odolávat opakovaným spiknutím svých příbuzných, snaze strýce Almoše a nevlastního bratra Borise o získání trůnu

## Život

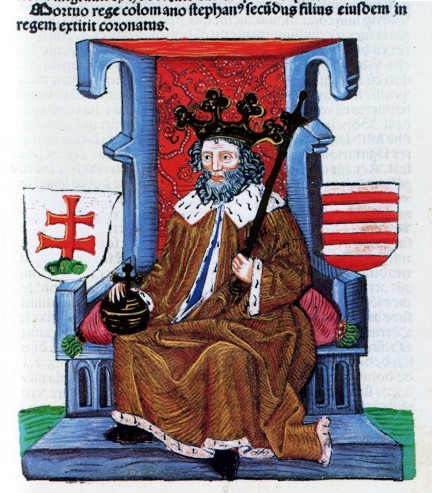
Štěpán II. Uherský (Uherská kronika)

Narodil se jako jeden ze dvou synů uherského krále Kolomana a Felicie, dcery sicilského hraběte Rogera I. z normanské dynastie Hautevillů. Král Koloman v touze po zajištění hladkého nástupu Štěpána na uherský trůn nechal chlapce již roku 1105 korunovat a několik dalších let strávil potíráním opakovaných spiknutí svého mladšího bratra Almoše. Roku 1113 jej dal společně s malým synem Bélou oslepit.
| „                  | ... protože byl s ním příbuzný, nesáhl mu na život, ale zbavil ho pouze zraku, aby nemohl nosit korunu svatého krále... | “ |
| — Dubnická kronika | |   |

Štěpán byl podruhé korunován krátce po Kolomanově smrti v únoru roku 1116. V květnu téhož roku se mladý král ve snaze pojistit si mír na severní hranici, když jižní byla ohrožena Benátčany, sešel na Luckém poli s českými knížaty. Horké hlavy na obou stranách zavinily bitvu, k níž došlo 13. května 1116. Vítězství patřilo české straně, která ukořistila i bohatou kořist ze Štěpánova ležení.
Roku 1118 se Štěpánovi podařilo na rakouském markraběti Leopoldovi získat východní část Korutan. Roku 1123 poskytl dočasný azyl své sestřenici Adlétě, manželce Přemyslovce Soběslava I., čímž předznamenal budoucí dobré vztahy se Soběslavem jako českým knížetem, které se ještě upevnily Štěpánovým smírem s bratrancem Bélou. Štěpán v letech 1127–1128 opakovaně napadl byzantskou říši, jejíž císař Jan II. Komnenos mu odmítl vydat strýce Almoše, užívajícího císařovo pohostinství.
| „                            | Král Štěpán nechtěl uzavřít manželství a mít zákonitou manželku, ale žil s milenkami a nevěstkami. Baroni a šlechta těžce nesli osamocenost země a krále bez potomka... | “ |
| — Vídeňská obrázková kronika | |   |

Roku 1128 stále bezdětný, ač dvakrát ženatý Štěpán povolal ke dvoru svého slepého bratrance Bélu, zprostředkoval jeho sňatek s Jelenou a učinil jej svým následníkem. Zemřel bezdětný roku 1131 na úplavici a byl pohřben v Oradee.